# Maria am Gestade
Maria am Gestade (Santa Maria sulla Riva) è una delle più antiche chiese di Vienna ed uno degli ultimi esempi di architettura gotica che sopravvivono nella città. La chiesa sorge in Salvatorgasse 12, nella Innere Stadt, vicino al canale del Danubio (in tedesco Donaukanal).

## Storia di santa Maria sulla riva

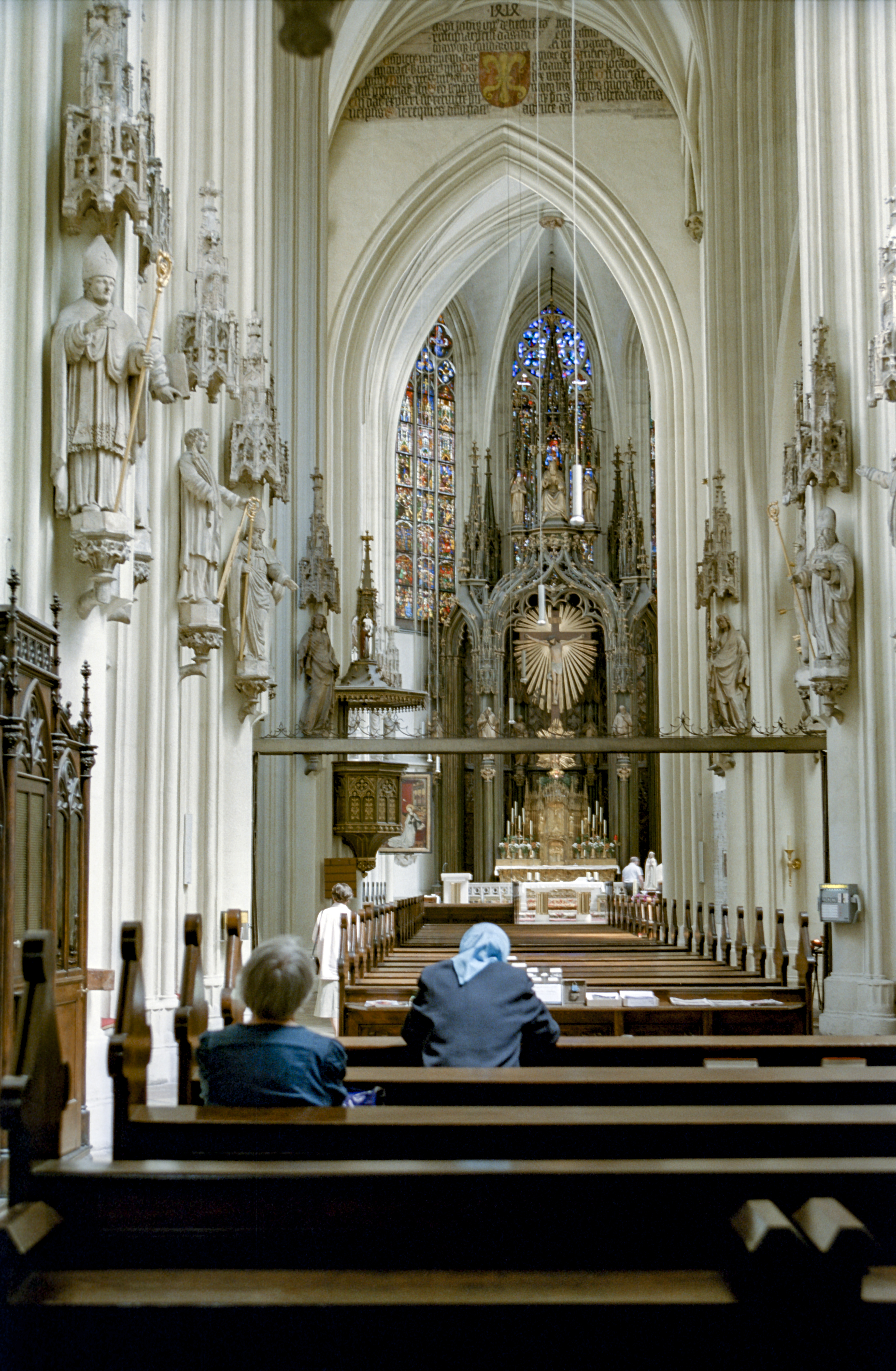
L'interno

Si racconta che nel I X secolo in questo luogo sorgesse una chiesa in legno, che serviva anche come posto di lavoro per pescatori e marinai. La chiesa è menzionata per la prima volta nel 1158. L'edificio attuale fu costruito tra il 1394 e il 1414 in stile gotico. Nel 1409 la chiesa entrò a far parte della diocesi di Passavia e come tale rimase, una sorta di enclave, anche dopo che fu costituita la diocesi di Vienna nel 1469. La chiesa fu sconsacrata nel 1786 e gradualmente cadde in rovina.  Fu utilizzata come deposito e scuderia durante l'occupazione della città nel 1809 da parte delle truppe di Napoleone. Nel 1812 la chiesa fu rinnovata e nuovamente consacrata. Oggigiorno è frequentata dalla comunità ceca della città.

## Architettura della chiesa
Le colonne della navata sono decorate con baldacchini gotici, che racchiudono sculture appartenenti a vari periodi, da quello medievale a quello moderno. Il Coro ha due pannelli gotici risalenti al 1460, raffiguranti uno l'Annunciazione e l'altro la Crocefissione. Altro particolare rilevante della chiesa sono le vetrate poste dietro l'altare maggiore. 
La chiesa ha un campanile alto 56 metri.